# Stig Lagerkranz
För företagsledaren, se Stig Lagercrantz (1906–1994)
Stig Axel Ludvig Lagerkranz, född 18 augusti 1908 i Maria Magdalena församling i Stockholm, död 28 oktober 1992 i Vimmerby församling i Kalmar län, var en svensk ingenjör.
Efter studentexamen 1928 genomgick Lagerkranz Kungliga Tekniska Högskolan och avlade examen där 1933. Han var anställd hos statens lantbruksingenjörer i Stockholms län 1933 och därefter hos Väg och vattenbyggnadsstyrelsens broinspektion 1934–1936. Han började hos professor Hjalmar Granholm i Stockholm 1936, blev konstruktionschef där 1943 och gick in som delägare 1949.
Stig Lagerkranz var son till komministern och botanikern John Lagerkranz och Anna, ogift Johansson, samt bror till Gunnar Lagerkranz. De tillhör släkten Lagerkrans från Småland. Han gifte sig 1935 med Greta Hedvig Maria Schmidt (1904–1991). Han är far till adoptivdottern Barbro (född 1930) samt dottern Anne-Marie (född 1938) och sonen Johan Lagerkranz (född 1945). Tillsammans med hustrun är han begravd på Lidingö kyrkogårds nya del.